# 모두가 죽이고 싶던 여자
"모두가 죽이고 싶던 여자"는 1992년에 개봉한 대한민국의 영화이다.

## 캐스팅
- 이유진
- 한지일
- 하유미
- 조상구
- 김경진
- 유영국
- 신성하
- 신태양
- 오미경
- 정선진
- 이해룡
- 김기종
- 김영철
- 이훈
- 허종수
- 천재원
- 이은우